# Баскетбол
Баскетболът (от английски: basketball) е отборен спорт с топка. 
Играе се от 2 отбора, най-често с по 5 играчи, на правоъгълно игрище. Всеки отбор се стреми да вкара топката (приблизително 24 сантиметра в диаметър) в коша на противника, като в същото време се стреми да попречи на другия отбор да вкара топката в неговия собствен кош. Кошовете са с диаметър 46 сантиметра и са монтирани на височина 3,05 m на табла в двата насрещни края на игрището. На определено разстояние от кошовете настилката е маркирана с линия за три точки – кошовете, отбелязани зад нея носят по три точки, а отбелязаните след нея – по две точки. При нарушение продължителността на играта спира да се отчита, а загубилият отбор получава право на един или повече изстрела, които носят по една точка при успех. Отборът с най-много точки в края на играта печели, а при равенство в края на определеното време играта получава продължение.
Топката може да се придвижва по игрището като се дриблира при ходене или тичане или като се хвърли към съотборник. В нападение играчите могат да използват различни изстрели, а в защита да отнемат топката от дриблиращия, да прехващат подавания или да блокират изстрели, като и в двата случая могат да улавят топката при отскачане от пръстена на коша или от таблото. Нарушение на правилата е да се повдига или влачи водещия крак без дриблиране на топката, тя да се пренася или да се продължи дриблирането, след като топката е хваната с две ръце.
Освен различни техники на стрелба, подаване, дриблиране и отскачане, баскетболните отбори разработват свои системи на разположение на играчите в нападение и защита. Традиционно най-високият играч е в позиция център, най-силният и висок играч е тежко крило, малко по-нисък, но по-пъргав – леко крило, а най-ниските или най-добре владеещи топката – пойнт гард и атакуващ гард.
Баскетболът е един от най-популярните и най-гледани спортове в света.

## История

### Възникване
В началото на декември 1891 година канадецът Джеймс Нейсмит, преподавател по физическо възпитание в училище на ИМКА (днес Спрингфийлдски колеж) в Спрингфийлд, Масачузетс, се опитва да създаде занимания за учениците си през дъждовен ден. Той търси активна игра на закрито, която да ги занимава и да поддържа физическата им форма през продължителните зими на Нова Англия. След като отхвърля няколко други възможности като прекалено груби или неподходящи за затворено помещение, той описва основните правила и заковава кош за праскови на височина 10 фута. За разлика от днешните баскетболни кошове, първият кош на Нейсмит не е с пробито дъно и топката трябва да се вади от него след всяка точка. Впоследствие, за да не се качват играчите по стълба за изваждане на топката, дъното на коша е пробито, така че топката да се вади с дълга пръчка.
Първите топки, специално предназначени за баскетбол, са кафяви, а обичайната днес оранжева топка е въведена едва в края на 50-те години от Тони Хинкъл, който иска да направи топката по-добре видима както за играчите, така и за публиката. Дриблирането не е част от първоначалната игра с изключение на подаването с отскок на топката – основният начин за придвижване на топката е подаването. По-късно дриблирането е разрешено, но през ранния период е затруднено от несиметричните топки. То се налага като съществена част от играта през 50-те години, когато започват да се произвеждат топки с по-правилна форма.
Кошовете за праскови се използват до 1906 година, когато са заменени с метални обръчи с табло зад тях, а малко по-късно става възможно топката да преминава през коша. През този период отборът получава точка за всеки кош и отборът, получил повече точки печели. Първоначално кошовете са заковани за галерия около игрището, но това се оказва непрактично, защото зрители от галерията се намесват в играта. По тази причина е въведено таблото зад коша, което в допълнение дава възможност за изстрели с удар в него.
Дневниците на Найсмит, открити от неговата внучка в началото на 2006 година, показват, че той е бил притеснен за създадената от него игра, заимствала някои правила от по-стара детска игра с топка, заради множеството предишни неуспешни опити. Найсмит дава на играта името „баскет бол“. Първият официален мач е изигран в спортния салон на ИМКА в Олбани на 20 януари 1892 година с 9 играчи. Той завършва с резултата 1:0 с кош, отбелязан от 7,6 m на игрище, два пъти по-малко от съвременните. Петчленните отбори стават стандартни през 1897 – 1898 година.

### Любителски баскетбол
Първите привърженици на баскетбола са разпръснати из клоновете на ИМКА в Съединените щати, а скоро играта се разпространява и в Канада, както и в няколко женски гимназии. Макар ИМКА да изиграва важна роля за първоначалното развитие на играта, в края на десетилетието организацията променя отношението си към новия спорт, тъй като грубата игра и събираните тълпи от зрители са в разрез с нейната основна мисия. Празнината бързо е запълнена от други любителски спортни клубове, колежи и професионални клубове. В годините преди Първата световна война Любителският атлетически съюз и Междуколежанската атлетическа асоциация на Съединените щати си оспорват правото да контролират правилата на баскетбола. Първата професионална лига, Националната баскетболна лига, е създадена през 1898 година, за да защитава играчите от експлоатация и да пропагандира не толкова груба игра, но пет години по-късно тя е закрита.
Джеймс Нейсмит продължава да играе важна роля и при утвърждаването на баскетбола в университетите. Неговият колега К. О. Биймис основава първия университетски отбор още през 1893 година в питсбъргския Женевски колеж. Самият Нейсмит в продължение на шест години тренира отбора на Канзаския университет, оглавен след това от известния Фог Алън. Ученикът на Нейсмит Амос Алонсо Стаг пренася баскетбола в Чикагския университет, а Адолф Руп, също обучаван от Нейсмит в Канзас, постига големи успехи като треньор в Университета на Кентъки. На 9 февруари 1895 година се играе първият мач между университетски отбори с по 5 играчи между Университета „Хемлайн“ и Архитектурното училище при Университета на Минесота.
През 1901 година някои висши училища, сред които Чикагския университет, Колумбийския университет, Колежа „Дартмут“, Университета на Минесота, Военноморска академията на Съединените щати, Колорадския университет и Йейлския университет, започват да спонсорират баскетболни мачове. През 1905 година честите травми в американския футбол стават повод са създаването на Междуколежанска атлетическа асоциация на Съединените щати, преименувана през 1910 година на Национална колежанска атлетическа асоциация (НКАА). През този период баскетболът се разпространява и в канадските висши училища, като на 6 февруари 1904 година се играе първият официален мач – между Университета „Макгил“ и Университета „Куинс“.
Първият национален шампионат в Съединените щати е организиран през 1937 година от Националната асоциация за междуколежен баскетбол и се провежда и до днес. През следващата година започва Националният турнир с покани в Ню Йорк, а през 1939 година национален шампионат организира и НКАА. Между 1948 и 1951 година университетският баскетбол е разтърсен от скандали със залагания, като десетки играчи от водещи отбори са уличени в нагласяване на мачове и точки, а Националният турнир с покани е прекратен за сметка на шампионата на НКАА.

### Професионален баскетбол
Баскетболът става все по-професионален спорт и се развиват лиги като Националната баскетболна асоциация в Съединените щати.

### Международен баскетбол
Баскетболът добива олимпийски статут през 1936 и въпреки че е американски спорт, бързо се разпространява и сега има известни играчи и отбори по целия свят.

### Женски баскетбол
През 1891 г. Университета на Калифорния и училище „Мис Хед“ изиграват първите женски междуинституционални игри. Баскетболът за жени започва през 1892 година в колежа „Смит“, когато Сенда Беренсон е учител по физическо възпитание и прави модифицирани правила за жени. Малко по-късно след като е наета в Смит, тя отива в Нейсмит да научи повече за играта. Очарована от новия спорт, тя организира първо жените в колежанската игра на баскетбол през март 1921, когато Смит и първокурсници и второкурсници играят един срещу друг. Нейните правила са публикувани за пръв път през 1899 г. и две години по-късно Беренсон става редактор на първото женско AG Spalding баскетболно ръководство. През същата година, „Маунт Холиоук“ и колежа „Софи Нюкомб“ (треньор Клара Грегъри Баер) жени започват да играят баскетбол. До 1895 г. играта се разпространява в колежи в цялата страна, включително Уелсли, Васар и Брин Мор. Първата игра между колежански отбори при жените е на 4 април 1896 г., като Станфорд играе срещу Бъркли. Срещата завършва с победата с 2:1 на Станфорд.

## Правила и движения
Точки се получават за преминаването на топката през мрежата на коша от горе надолу (стрелба), а отборът с повече точки в края на играта печели. Топката може да се придвижва чрез тупкане в земята (дриблиране) или чрез подаване между съотборници (пас). Близките контакти (фалове) не са разрешени и има ограничения за това как може да се манипулира с топката.
Баскетболната среща е разделена на 4 четвъртини (Полу-времена), като в американския баскетбол те продължават по 12 минути всяка, а в европейския вариант – по 10.

### Точки
Попадение в коша, реализирано със стрелба пред линията за 3 точки (на 6,7 или 7,2 m от коша) се награждава с 2 точки, а попадение зад линията за три точки (на 7,24 m от коша) – са 3 точки. При фалове, извършени в полето преди линията за три точки по време на стрелба, се изпълняват 2 наказателни удара от линията за наказателни удари. Ако фалът е извършен зад линията за три точки по време на стрелба, се изпълняват 3 наказателни удара. Всеки вкаран наказателен удар носи 1 точка. При фалове които не са по време на стрелба, топката се изпълнява от страни на игрището. След 5 или повече отборни фала топката се изпълнява от наказателната линия за 1 точка.

### Време
Времето за атака е 24 секунди, а за изнасяне на топка от собственото поле – са 8 секунди. Начало на атака е моментът, в който отборът в нападение докосне топката. За край на атаката се счита моментът, в който 24те секунди изтекат, топката излезе от рамките на игралното поле или премине във владение на противниковия отбор. При нарушение на времето за атака или изнасяне, топката преминава във владение на противниковия отбор.

### Нарушения и фалове
В баскетбола има два вида нарушения:
- лични: Лично нарушение се отсъжда при грубо съприкосновение със състезател от противниковия отбор. Такова нарушение може да бъде извършено и в защита, и в атака и се отсъжда предимно за опасни действия с ръце. В определени случаи реферът може да прецени да обяви лично нарушение за неспортсменско поведение (при обиди към други състезатели, публика, рефер, треньори; спорене с рефера и др.) За лично нарушение при стрелба на противников играч пред и след линията за 3 точки, въпросният играч изпълнява съответно 2 или 3 наказателни удара. При пето лично нарушение за мача състезателят няма право да продължи участието си в срещата.
- отборни: Отборните нарушения са сумата от нарушенията на състезателите, както и няколко специфични нарушения, предимно от неспортсменски характер. Отборът може да получи нарушение при непозволени действия на треньора или на състезателите на резервната скамейка. Петото и всяко следващо отборно нарушение в една част (в случай на продължение фаловете се запазват от последната част) се наказва с два наказателни удара за противниковия отбор. Изключение правят фаловете в атака, които се отчитат като отборни нарушения, но не се изпълняват, а топката се вкарва в игра от противниковия отбор.

### Други нарушения
- След дрибъл или пас на състезателя е позволено да направи две крачки преди да стреля към коша или подаде топката. Ако състезателят направи повече от 2 крачки, реферът отсъжда „крачки“ и топката преминава в противниково владение. При условие, че състезателят е на едно място, тогава той няма право на крачки. В НБА са позволени 3 крачки.
- Ако отборът в нападение върне топката зад линията, отбелязващата средата на игрището, реферът свири „върната топка“ и топката преминава в противниково владение.

### Стрелба
Стрелбата е действието, при което се получават точки, в резултат на вкарване на топката в коша. Докато методите биват разнообразни според играча и ситуацията, най-общата техника може да бъде очертана тук.
Играчът трябва да е поел позиция пред коша, с разкрач, колкото ширината на раменете, с леко свити колене и изправен гръб. Нужно е играчът да държи топката с връхчетата на пръстите на доминиращата ръка (изстрелващата ръка) леко над главата, като другата ръка да е малко по-ниско от нивото на доминиращата. За да се прицели и да насочи топката, лакътят на играча трябва да бъде разположен вертикално, а ръката (има се предвид частта на ръката от лакътя до китката) да гледа в посока, права към баскетболния кош. Топката се запраща към коша, свивайки и изпъвайки коленете и изпъвайки стрелящата ръка, до нейното пълно протягане: топката се изтъркулва от върховете на пръстите, докато китката извърши едно пълно разгъване. Когато стрелящата ръка остане за момент неподвижна след стрелбата, тази част се знае като следване или замах, който продължава и след изстрелване на топката. В повечето случаи, нестрелящата ръка се изплъзва само за ръководене на стрелбата, но не и да я подсили.
Двете най-общи стрелби, които се използват са „стрелба от място“ и „стрелба с отскок“. При стрелба от неподвижна позиция, нито едно от ходилата не се премества по пода и това е характерно за наказателните удари. Стрелба с отскок се извършва във въздуха, близо в края на скока. Това осигурява повече потенциал и замах, и също така позволява на играча да се повдигне над защитника. Неизстрелване на топката преди краката да са стъпили на земята се счита за нарушение.

### Дрибъл
Дрибълът се извършва само с едната ръка на играча, като той може да сменя ръцете си, но никога с двете едновременно. Ако той дриблира едновременно и с двете си ръце, реферът отсъжда „двоен дрибъл“ и топката преминава в противниковите ръце.

### Подаване (пас)
Пас произлиза от английския глагол „to pass“, което означава подавам. Пасът е средство за придвижване на топката между играчите. Повечето пасове са съпроводени със стъпка напред, за да увеличи силата на стрелбата. Основен пас е „чест паса“ (от „chest“ – гръден кош, гърди). Изпълнява се, като играчът подава директно топката от своите гърди към гърдите на съотборника си.
Друг начин на подаване е така нареченият „баунс пас“ (от английски: to bounce – подскачам). Тук подавачът издига топката високо над нивото на гърдите си и подава. Топката пресича игрището и се тупва точно пред играча. За осъществяването на „баунс пас“ е необходима повече време отколкото за „чест пас“, като е и по-трудно за противниците да овладеят топката. Във връзка с това, играчите често ползват „баунс пас“ в моменти, когато има пренатъпкване на играчи на дадено място в игрището или да избегнат пазещ защитник.
- „Овърхед пас“ се използва за подаване на топката над защитник-противник. Това става като топката е издигната вертикално над главата.
- „Аутлет пас“ – първия пас след овладяна топка към играч под коша в защита, даващ начало на бърз пробив

### Борба
Целта на борбата е спечелване на притежание на топката след пропусната стрелба от игра или след изпълнение на наказателен удар, в случай че топката отскочи от ринга или таблото. Борбата за отскочили топки има важна роля за играта на баскетбол, тъй като голяма част от атаките завършват с пропусната стрелба и това дава възможност на атакуващия отбор повторен шанс за нападение или смяна на притежанието на топката, в случай че борбата е спечелена от отбора в защита. По този начин могат да се разграничат борби в нападение и в защита, повечето от които се печелят от защитаващия се отбор, тъй като има по-добра позиция под собствения кош при разиграването. Голямата част от борбите се печелят от по-високите играчи, играещи на постовете „Център“, „Тежко крило“ и „Леко крило“.

### Позиции
Въпреки че правилата не уточняват позициите на играчите, самата игра е обособила такива. През първите 50 години са се използвали един гард, две крила и двама центрове или два гарда, две крила и един център. След 1980 година позициите се конкретизират, като те са:
1. Пойнт гард (Point guard):обикновено е най-бързият и най-техничният играч в отбора, като неговата задача е да изнесе топката в предно поле преди 8те секунди да изтекат и после да осигури точен пас в точното време, също така трябва да е точен от средна и далечна дистанция, а при грешка трябва първи да се прибере в защита.
2. Стрелящ гард (Shooting guard): има за задача да направи колкото се може повече стрелби, основно от далечно разстояние, а в защита трябва да покрие голям периметър и да не позволява на атакуващите играчи да стрелят към неговия кош.
3. Леко крило (Small forward): трябва да бележи точки от средна и близка дистанция, като пробива между противниковите защитници. Има за задача да пресича пасовете на другия отбор и да се бори за отскочилите от таблото или от ринга топки след стрелба.
4. Тежко крило (Power forward): много често играе с гръб към коша или под него и отваря пътя на пойнт гарда  като блокира защитниците със заслони. Стреля почти само от близка дистанция. В защита спира тежкото крило на противника и се опитва да блокира стрелбата на лекото крило.
5. Център (Center): обикновено най-високия човек на игрището, използва височината и силата си, за да отбележи; в защита брани коша от близо, готов за „чадър“ или борба.

## Баскетболно игрище
Игрището представлява равна, твърда плоскост, свободна от всякакви препятствия, с размери от двадесет и осем (28) метра дължина и петнадесет (15) метра ширина, измерени от вътрешната страна на граничните линии. Националните федерации имат право да одобряват за своите първенства съществуващи игрища с минимални размери от двадесет и шест (26) метра дължина и четиринадесет (14) метра ширина.
Всички линии трябва да бъдат начертани в един и същи цвят (за предпочитане бял), широки пет (5) сантиметра и ясно видими. Игралното поле е очертано с граничните линии, състоящи се от крайни линии (по късите страни) и странични линии (по дългите страни). Тези линии не са част от игрището. Всяко външно препятствие, включително и седящите на отборната скамейка, трябва да отстои най-малко на два (2) метра от игралното поле.
Средната линия се очертава успоредно на крайните линии, между средните точки на страничните линии, като продължава с по петнадесет (15) сантиметра извън тях. Средният кръг се очертава в средата на игрището и има радиус от 1.80 m. измерен до външната страна на окръжността. Ако вътрешната част на средния кръг е оцветена, то това трябва да е в същия цвят, в който са оцветени ограничителните полета.
Полукръговете при ограничителните полета са с радиус от 1.80 m., измерен до външната страна на окръжността и центровете им лежат в средните точки на линиите за наказателни удари.
Линията за наказателни удари се очертава успоредно на всяка крайна линия. Външната ѝ страна отстои на 5.80 m. от вътрешната страна на крайната линия и е дълга 3.60 m. Средната ѝ точка лежи на мислената права, която съединява средните точки на двете крайни линии.
Ограничителните полета са обозначени площи на игрището, ограничени от крайните линии, линиите за наказателни удари и линии, които започват от крайните линии, така че външната им страна да отстои на три (3) m. от средните точки на крайните линии и които завършват в крайните точки на линиите за наказателни удари. Тези линии, (без крайните линии), са част от ограничителното поле. Ако вътрешната част на ограничителните полета е оцветена, то това трябва да е в същия цвят, в който е оцветен средният кръг. Местата около ограничителните полета, които се заемат от състезателите по време на изпълнение на наказателни удари, се обозначават по начина, оказан в съответната диаграма.
Полето на трите точки за даден отбор представлява цялата площ на игралното поле, с изключение на площта в близост до противниковия кош, ограничена от и включваща:
- Две успоредни линии, започващи от и перпендикулярни на крайните линии, чиито външни страни са разположени на 6.25 m. от точката на пода, определена от перпендикуляра, спуснат от центъра на противниковия кош. Разстоянието от тази точка до средата на вътрешния край на крайната линия е 1.575 m.

- Полукръг с радиус от 6.25 m., измерен до външната страна на линията, с център в горе описаната точка и който преминава в успоредните прави. „Официални баскетболни правила“

## Екипировка
По принцип единствената екипировка за играта е баскетболната топка и баскетболното игрище. Състезателните нива изискват използването на повече средства: часовници, табла с резултати, редуващи се указатели, и система за часовникобройно спиране посредством свирка. Униформите на членовете на отбора се състоят от фланелки, изработени от еднакъв доминиращ цвят и гащета, изработени от еднакъв доминиращ цвят, който може да е различен от фланелките. Състезателите задължително трябва да вкарват фланелките вътре в гащетата. Номерата трябва да са ясно видими – на гърба на фланелката трябва да са високи поне двадесет сантиметра, а на гърдите – най-малко десет. Не са разрешени предпазители за пръст, китка, ръка, лакът или предмишница, накити за глава, бижута или други предмети, които могат да причинят охлузване или нараняване. Разрешени са предпазители за рамото, мишницата, бедрото или подбедрицата, при положение, че не може да се наранят другите играчи, както и наколенки, протектори за счупен нос, очила, които не създават опасност за другите състезатели и ленти за глава, не по-широки от пет сантиметра.

## Стрийтбол
Стрийтболът е подобен на баскетбола, но правилата са по-свободни и много от тях се договарят от участниците в зависимост от предпочитанията им. Най-често се играе на половин игрище (един кош) и всеки отбелязан кош, независимо от къде е вкаран, се брои за една точка. Ако има маркирана линия за 3 точки, кошът зад нея носи 2 точки. Отборите в състезателния стрийтбол се състоят най-често от по двама или трима състезатели като се играе или до определен брой точки (най-често 11 или 21), или за определено време (напр. 7 мин), след края на което се определя победител на база на точковата разлика. При равен резултат най-често се играят продължения (до няколко минути или до „златен кош“). В общия случай, в стрийтбола няма ограничение в персоналните и отборни нарушения, които се изпълняват с изнасяне на топката от крайните линии или единична стрелба от наказателната линия.

## Баскетболни първенства
- NBA
- FIBA
- NBW
- NBL
- NCAA
- UCLA

## Баскетболни отбори по държави
Баскетболът е разпространен в цял свят. В НБА например участват известни отбори като Бостън Селтикс, Лос Анджелис Лейкърс и др. В Африка има много таланти, но средствата там са ограничени. В България се провеждат много срещи, национални, приятелски и др.

## Терминология
- крачки
- плейоф
- чадър
- таймаут
- титуляр
- титулярен отбор
- съдя
- "лийн"! (печеливш скор от стрелба извън линия за фаул)
- медик кит
- радиус (сейфти за трета крачка)
- плеймейкър
- зашита
- офанзива
- дирт (тактическо нарушение)
- стиф (при "5" стифа офендър излиза от игрището)